# Kurts Strazdiņš
Kurts Strazdiņš (4 luglio 1906 – 1955) è stato un calciatore lettone.

## Carriera

### Club
Nel periodo in cui ha militato in nazionale ha giocato per l'LSB e l'RFK.

### Nazionale
Segnò due reti nelle prime due partite in nazionale, contro Svezia e Finlandia nel 1926.
In seguito ha giocato solo un altro spezzone di partita nell'anno seguente, entrando al posto di Česlavs Stančiks nell'amichevole contro la Finlandia.

## Statistiche

### Cronologia presenze e reti in Nazionale
| Cronologia completa delle presenze e delle reti in nazionale ― Lettonia | Cronologia completa delle presenze e delle reti in nazionale ― Lettonia | Cronologia completa delle presenze e delle reti in nazionale ― Lettonia | Cronologia completa delle presenze e delle reti in nazionale ― Lettonia | Cronologia completa delle presenze e delle reti in nazionale ― Lettonia | Cronologia completa delle presenze e delle reti in nazionale ― Lettonia | Cronologia completa delle presenze e delle reti in nazionale ― Lettonia | Cronologia completa delle presenze e delle reti in nazionale ― Lettonia |
| Data                                                                    | Città                                                                   | In casa                                                                 | Risultato                                                               | Ospiti                                                                  | Competizione                                                            | Reti                                                                    | Note                                                                    |
| ----------------------------------------------------------------------- | ----------------------------------------------------------------------- | ----------------------------------------------------------------------- | ----------------------------------------------------------------------- | ----------------------------------------------------------------------- | ----------------------------------------------------------------------- | ----------------------------------------------------------------------- | ----------------------------------------------------------------------- |
| 20-7-1926                                                               | Riga                                                                    | Lettonia                                                                | 1 – 4                                                                   | Svezia                                                                  | Amichevole                                                              | 1                                                                       |                                                                         |
| 12-8-1926                                                               | Riga                                                                    | Lettonia                                                                | 1 – 4                                                                   | Finlandia                                                               | Amichevole                                                              | 1                                                                       |                                                                         |
| 11-9-1927                                                               | Helsinki                                                                | Finlandia                                                               | 3 – 1                                                                   | Lettonia                                                                | Amichevole                                                              | -                                                                       | 30’                                                                     |
| Totale                                                                  |                                                                         | Presenze                                                                | 3                                                                       |                                                                         | Reti                                                                    | 2                                                                       |                                                                         |